# عقب‌مانده تاریک
عقب‌مانده تاریک (به انگلیسی: The Dark Backward) یا مردی با سه بازو (به انگلیسی: The Man with Three Arms) فیلمی محصول سال ۱۹۹۱ و به کارگردانی آدام ریفکین است. در این فیلم بازیگرانی همچون جاد نلسن، بیل پکستون، وین نیوتون، لارا فلین بویل، جیمز کان، راب لو، کینگ مودی، کلودیا کریستیان، دنی دایتون، چارلز وینکلر، آدام ریفکین، استیو بینگ و آنتونی کاکس ایفای نقش کرده‌اند.